# Habitatge al carrer del Fossar, 13 (Rupit)
L'Habitatge al carrer del Fossar, 13 és una casa de Rupit i Pruit (Osona) inclosa a l'Inventari del Patrimoni Arquitectònic de Catalunya.

## Descripció
Casa entre mitgeres, assentada damunt la pedra viva. Consta de planta baixa i tres pisos, el carener és paral·lel a la façana, orientada a migdia. Presenta un portal rectangular a la planta baixa, amb la data "1686", i una finestra, també rectangular, amb un sobrearc al damunt. Al primer pis hi ha dues finestres, la de la part de la dreta, més gran que l'altra, conserva l'antiga espiera. Al segon pis hi ha una altra finestra de les mateixes característiques i al tercer hi ha un balcó de fusta que s'abriga sota un ampli voladís. Al mur de llevant s'hi adossen altres cossos més baixos, en aquest mur hi ha una finestra gòtica molt motllurada i amb espiera a sota, i una altra finestra al damunt que fa espona al porxo de la casa del costat. És construïda en pedra.

## Història
La importància de les cases d'aquest carrer rau sobretot en la bellesa arquitectònica i la unitat dels edificis que la integren, tots ells construïts als segles xvii i XVIII i que han estat restaurats recentment amb molta fidelitat.
L'establiment de cavallers al Castell de Rupit als segles xii i xiii donaren un caire aristocràtic a la població, al segle xiv la demografia baixa considerablement. Al fogatge del segle xvi ja s'observa una certa recuperació i a partir del segle xvii comença a ser nucli important de població, ja que durant la guerra dels Segadors, al 1654, s'hi establiren molts francesos.